# Menur Pumpungan
Menur Pumpungan is een bestuurslaag in het regentschap Soerabaja van de provincie Oost-Java, Indonesië. Menur Pumpungan telt 17.374 inwoners (volkstelling 2010).